# Pankratius Klemme
Pankratius Klemme, auch: Klein (* um 1475 in Hirschberg, Fürstentum Schweidnitz; † 21. September 1546 in Danzig) war ein deutscher evangelisch-lutherischer Theologe und Reformator von Danzig.

## Leben
Pankratius Klemme war in seinen frühen Jahren in den Dominikanerorden eingetreten. 1498 wurde er Kantor in der Johanneskirche in Danzig, danach scheint er an süddeutschen Universitäten studiert zu haben, kehrte 1523 nach Danzig zurück und wurde 1526 Prediger an der Johanneskirche, wo er sich eingehend mit den Schriften Martin Luthers beschäftigte. 1529 wurde er vom Danziger Rat als Prediger an der St.-Marien-Kirche ernannt.
Hier begann er in Predigten die alte Scholastik der Kirche anzugreifen, woraufhin er bei seinen Dominikanerbrüdern Anstoß erregte und diese jenes Vorgehen dem Diözesanbischof von Leslau Łukasz II Górka meldeten. Dieser verlangte 1532 die Vertreibung von Klemme. Der Rat nahm ihn in Schutz und verwies auf seine Rechtgläubigkeit. Seit dem Frühjahr 1535 verwendete sich Johannes Dantiscus für ihn beim König, was jedoch nicht fruchtete. Nachdem der Danziger Rat ihm eine neue unabhängige Predigerstelle an der St.-Marien-Kirche geschaffen hatte, wurde vom König wiederum im März 1537 dessen Vertreibung gefordert.
Auch Anfeindungen der Dominikaner brachten nichts, Klemme legte sein Priestergewand ab und predigte seit dem Oktober 1537 in weltlicher Kleidung. 1539 reiste er zu Martin Luther nach Wittenberg, um sich mit ihm über die kirchlichen Verhältnisse in Danzig auszutauschen und die Vorlesungen an der Universität Wittenberg zu besuchen. Seitdem blieben beide nach seiner Rückkehr in brieflichem Kontakt. Eine kritische Situation brachte die Danziger Kirchenvisitation vom 18. Mai 1544. Dabei hielt der Bischof von Leslau Mikołaj Dzierzgowski eine Predigt über die Anrufung der Heiligen und verdammte in dieser die lutherische Lehre.
Am selben Tag antwortete Klemme in einer Gegenpredigt darauf und stellte die katholische Predigtweise als verlogene hin. Am Folgetag wurde er vor ein geistliches Gericht des Bischofs gestellt und dafür inhaftiert. Ein großer Volksauflauf erzwang seine Freilassung und der Bischof musste ihn in seinem Predigtamt bestätigen und bestellte ihn am 4. November 1544 als ersten Pfarrer an die Marienkirche, womit er die Führungsposition in der kirchlichen Hierarchie Danzigs bis zu seinem Lebensende einnahm. So avancierte er zum Wegbereiter der Reformation in Danzig.